# Erik Ohlsson (strzelec)
Per Erik Fabian Ohlsson (ur. 20 listopada 1884 w Malmö, zm. 19 września 1980 tamże) – szwedzki strzelec, dwukrotny medalista olimpijski, medalista mistrzostw świata.
Trzykrotny uczestnik igrzysk olimpijskich (IO 1908, IO 1912, IO 1920). W Londynie zajął 28. (karabin dowolny, trzy postawy, 300 m) i 43. miejsce (karabin dowolny, 1000 jardów). W Sztokholmie również startował wyłącznie w zawodach indywidualnych, zajmując 21. i 28. miejsce (odpowiednio: karabin wojskowy, trzy postawy, 300 m i karabin wojskowy, dowolna postawa, 600 m). Po ośmioletniej przerwie wystąpił na swoich ostatnich igrzyskach olimpijskich. W 1920 roku na igrzyskach w Antwerpii zdobył dwa medale w drużynie: srebro w karabinie małokalibrowym stojąc z 50 m (8. miejsce w zawodach indywidualnych), oraz brąz w karabinie wojskowym leżąc z 600 m.
Trzykrotny medalista mistrzostw świata, wszystkie medale zdobył w drużynie. Uzyskał dwa srebra i brąz w konkurencji: karabin dowolny, trzy postawy, 300 m, drużynowo (1927, 1928, 1929).